# Campionato europeo femminile di pallacanestro Under-18 Division B 2023
Il Campionato europeo femminile di pallacanestro Under-18 2023 Di Division B (noto anche come 2023 FIBA EuroBasket Women Under-18 Division B) si è svolto dal 30 giugno al 9 luglio 2023 in Bulgaria, a Sofia.

## Squadre partecipanti
- Austria
- Bosnia ed Erzegovina
- Bulgaria
- Croazia
- Danimarca
- Estonia
- Gran Bretagna
- Grecia
- Irlanda

- Islanda
- Lussemburgo
- Macedonia del Nord
- Norvegia
- Paesi Bassi
- Romania
- Slovacchia
- Svezia
- Ucraina

## Prima Fase

### Gruppo A
| Pos | Team               | P - V | Pf - Ps   | Diff | Pts |
| --- | ------------------ | ----- | --------- | ---- | --- |
| 1   | Croazia            | 4 - 0 | 341 - 161 | +180 | 8   |
| 2   | Islanda            | 3 - 1 | 257 - 272 | −15  | 7   |
| 3   | Paesi Bassi        | 2 - 2 | 209 - 227 | −18  | 6   |
| 4   | Danimarca          | 1 - 3 | 223 - 256 | −33  | 5   |
| 5   | Macedonia del Nord | 0 - 4 | 183 - 297 | −114 | 4   |

| Sofia 30 giugno 2023 | Paesi Bassi | 64 – 43 | Macedonia del Nord |  |

| Sofia 30 giugno 2023 | Danimarca | 63 – 66 | Islanda |  |

| Sofia 1 luglio 2023 | Croazia | 91 – 39 | Danimarca |  |

| Sofia 1 luglio 2023 | Islanda | 75 – 44 | Paesi Bassi |  |

| Sofia 2 luglio 2023 | Paesi Bassi | 42 – 61 | Croazia |  |

| Sofia 2 luglio 2023 | Macedonia del Nord | 59 – 77 | Islanda |  |

| Sofia 4 luglio 2023 | Danimarca | 48 – 59 | Paesi Bassi |  |

| Sofia 4 luglio 2023 | Croazia | 83 – 41 | Macedonia del Nord |  |

| Sofia 5 luglio 2023 | Islanda | 39 – 106 | Croazia |  |

| Sofia 5 luglio 2023 | Macedonia del Nord | 40 – 73 | Danimarca |  |

### Gruppo B
| Pos | Team                 | P - V | Pf - Ps   | Diff | Pts |
| --- | -------------------- | ----- | --------- | ---- | --- |
| 1   | Bosnia ed Erzegovina | 3 - 0 | 179 - 138 | 41   | 6   |
| 2   | Irlanda              | 2 - 1 | 157 - 159 | −2   | 5   |
| 3   | Norvegia             | 1 - 2 | 147 - 174 | −27  | 4   |
| 4   | Gran Bretagna        | 0 - 3 | 158 - 170 | −12  | 3   |

| Sofia 30 giugno 2023 | Irlanda | 58 – 41 | Norvegia |  |

| Sofia 30 giugno 2023 | Bosnia ed Erzegovina | 55 – 48 | Gran Bretagna |  |

| Sofia 2 luglio 2023 | Gran Bretagna | 55 – 58 | Irlanda |  |

| Sofia 2 luglio 2023 | Norvegia | 49 – 61 | Bosnia ed Erzegovina |  |

| Sofia 5 luglio 2023 | Norvegia | 57 – 55 | Gran Bretagna |  |

| Sofia 5 luglio 2023 | Bosnia ed Erzegovina | 63 – 41 | Irlanda |  |

### Gruppo C
| Pos | Team        | P - V | Pf - Ps   | Diff | Pts |
| --- | ----------- | ----- | --------- | ---- | --- |
| 1   | Lussemburgo | 3 - 0 | 228 - 208 | 20   | 6   |
| 2   | Grecia      | 2 - 1 | 177 - 149 | 28   | 5   |
| 3   | Austria     | 1 - 2 | 164 - 180 | −16  | 4   |
| 4   | Romania     | 0 - 3 | 197 - 229 | −32  | 3   |

| Sofia 30 giugno 2023 | Grecia | 62 – 63 | Lussemburgo |  |

| Sofia 30 giugno 2023 | Romania | 61 – 68 | Austria |  |

| Sofia 2 luglio 2023 | Lussemburgo | 92 – 82 | Romania |  |

| Sofia 2 luglio 2023 | Austria | 32 – 46 | Grecia |  |

| Sofia 5 luglio 2023 | Austria | 64 – 73 | Lussemburgo |  |

| Sofia 5 luglio 2023 | Grecia | 69 – 54 | Romania |  |

### Gruppo D
| Pos | Team       | P - V | Pf - Ps   | Diff | Pts |
| --- | ---------- | ----- | --------- | ---- | --- |
| 1   | Bulgaria   | 3 - 1 | 241 - 208 | 33   | 7   |
| 2   | Slovacchia | 2 - 2 | 253 - 217 | 36   | 6   |
| 3   | Estonia    | 2 - 2 | 213 - 231 | −18  | 6   |
| 4   | Ucraina    | 2 - 2 | 231 - 259 | −28  | 6   |
| 5   | Svezia     | 1 - 3 | 240 - 263 | −23  | 5   |

| Sofia 30 giugno 2023 | Ucraina | 54 – 67 | Bulgaria |  |

| Sofia 30 giugno 2023 | Slovacchia | 53 – 60 | Estonia |  |

| Sofia 1 luglio 2023 | Svezia | 72 – 74 | Ucraina |  |

| Sofia 1 luglio 2023 | Bulgaria | 64 – 60 | Slovacchia |  |

| Sofia 2 luglio 2023 | Estonia | 37 – 57 | Bulgaria |  |

| Sofia 2 luglio 2023 | Slovacchia | 68 – 49 | Svezia |  |

| Sofia 4 luglio 2023 | Ucraina | 44 – 72 | Slovacchia |  |

| Sofia 4 luglio 2023 | Svezia | 62 – 68 | Estonia |  |

| Sofia 5 luglio 2023 | Estonia | 48 – 59 | Ucraina |  |

| Sofia 5 luglio 2023 | Bulgaria | 53 – 57 | Svezia |  |

## Seconda Fase

### Classificazione 9º - 18º posto

#### Gruppo E
| Pos | Team               | P - V | Pf - Ps   | Diff | Pts |
| --- | ------------------ | ----- | --------- | ---- | --- |
| 1   | Paesi Bassi        | 4 - 0 | 274 - 218 | 56   | 8   |
| 2   | Gran Bretagna      | 2 - 2 | 230 - 244 | −14  | 6   |
| 3   | Danimarca          | 2 - 2 | 232 - 213 | 19   | 6   |
| 4   | Macedonia del Nord | 1 - 3 | 217 - 258 | −41  | 5   |
| 5   | Norvegia           | 1 - 3 | 244 - 264 | −20  | 5   |

| Sofia 6 luglio 2023 | Danimarca | 51 – 58 | Gran Bretagna |  |

| Sofia 6 luglio 2023 | Norvegia | 57 – 72 | Macedonia del Nord |  |

| Sofia 7 luglio 2023 | Paesi Bassi | 77 – 74 | Norvegia |  |

| Sofia 7 luglio 2023 | Gran Bretagna | 64 – 62 | Macedonia del Nord |  |

| Sofia 8 luglio 2023 | Paesi Bassi | 74 – 53 | Gran Bretagna |  |

| Sofia 8 luglio 2023 | Norvegia | 56 – 60 | Danimarca |  |

#### Gruppo F
| Pos | Team    | P - V | Pf - Ps   | Diff | Pts |
| --- | ------- | ----- | --------- | ---- | --- |
| 1   | Ucraina | 4 - 0 | 258 - 231 | 27   | 8   |
| 2   | Estonia | 2 - 2 | 234 - 207 | 27   | 6   |
| 3   | Svezia  | 2 - 2 | 295 - 281 | 14   | 6   |
| 4   | Austria | 2 - 2 | 241 - 251 | −10  | 6   |
| 5   | Romania | 0 - 4 | 224 - 282 | −58  | 4   |

| Sofia 6 luglio 2023 | Romania | 65 – 78 | Svezia |  |

| Sofia 6 luglio 2023 | Austria | 48 – 59 | Ucraina |  |

| Sofia 7 luglio 2023 | Estonia | 70 – 35 | Romania |  |

| Sofia 7 luglio 2023 | Austria | 74 – 83 | Svezia |  |

| Sofia 8 luglio 2023 | Ucraina | 66 – 63 | Romania |  |

| Sofia 8 luglio 2023 | Estonia | 48 – 51 | Austria |  |

### Classificazione 1º - 8º posto

#### Quarti di Finale
| Sofia 7 luglio 2023 | Bosnia ed Erzegovina | 65 – 48 | Islanda |  |

| Sofia 7 luglio 2023 | Lussemburgo | 82 – 77 | Slovacchia |  |

| Sofia 7 luglio 2023 | Bulgaria | 51 – 59 | Grecia |  |

| Sofia 7 luglio 2023 | Croazia | 66 – 59 | Irlanda |  |

#### Semifinali
- 5º - 8º posto

| Sofia 8 luglio 2023 | Islanda | 50 – 55 | Slovacchia |  |

| Sofia 8 luglio 2023 | Irlanda | 55 – 46 | Bulgaria |  |

- 1º - 4º posto

| Sofia 8 luglio 2023 | Croazia | 45 – 41 | Grecia |  |

| Sofia 8 luglio 2023 | Bosnia ed Erzegovina | 64 – 65 | Lussemburgo |  |

#### Finali
- 17º - 18º posto

| Sofia 9 luglio 2023 | Norvegia | 67 – 80 | Romania |  |

- 15º - 16º posto

| Sofia 9 luglio 2023 | Macedonia del Nord | 74 – 81 | Austria |  |

- 13º - 14º posto

| Sofia 9 luglio 2023 | Danimarca | 62 – 77 | Svezia |  |

- 11º - 12º posto

| Sofia 9 luglio 2023 | Gran Bretagna | 40 – 53 | Estonia |  |

- 9º - 10º posto

| Sofia 9 luglio 2023 | Paesi Bassi | 66 – 64 | Ucraina |  |

- 7º - 8º posto

| Sofia 9 luglio 2023 | Bulgaria | 69 – 86 | Islanda |  |

- 5º - 6º posto

| Sofia 9 luglio 2023 | Irlanda | 43 – 68 | Slovacchia |  |

- 3º - 4º posto

| Sofia 9 luglio 2023 | Grecia | 68 – 44 | Bosnia ed Erzegovina |  |

- 1º - 2º posto

| Sofia 9 luglio 2023 | Croazia | 93 – 66 | Lussemburgo |  |

## Classifica finale
| Pos     | Team                 |  |
| ------- | -------------------- |  |
| Oro     | Croazia              |  |
| Argento | Lussemburgo          |  |
| Bronzo  | Grecia               |  |
| 4.      | Bosnia ed Erzegovina |  |
| 5.      | Slovacchia           |  |
| 6.      | Irlanda              |  |
| 7.      | Islanda              |  |
| 8.      | Bulgaria             |  |
| 9.      | Paesi Bassi          |  |
| 10.     | Ucraina              |  |
| 11.     | Estonia              |  |
| 12.     | Gran Bretagna        |  |
| 13.     | Svezia               |  |
| 14.     | Danimarca            |  |
| 15.     | Austria              |  |
| 16.     | Macedonia del Nord   |  |
| 17.     | Romania              |  |
| 18.     | Norvegia             |  |